# Spanningen tussen Servië en Kosovo 2021-2023
De spanningen tussen Servië en Kosovo begonnen op 31 juli 2022, toen bekend werd dat Kosovo Servische auto's zou verplichten hun Servische nummerplaten te verwisselen voor Kosovaarse wanneer men de Kosovaarse grens zou overschrijden. Deze nummerborden kosten vijf euro per stuk en zijn zestig dagen geldig. Dit leidde er toe dat Servische Kosovaren die in de bureaucratie van Kosovo werkten ontslag namen, dit aantal ontslagen liep op tot zo'n 600. Ook de onrust liep snel op, van wegblokkades tot gerichte aanvallen met handgranaten op overheidsgebouwen.
Toen Kosovaarse autoriteiten een aantal lokale verkiezingen aankondigde op 18 december 2022 konden deze niet door gaan vanwege toenemende spanningen, onrust en geweld. In de dagen voorafgaand aan de stemrondes schoten militanten op politieagenten en verkiezingsmedewerkers. Op 10 december werd een Servische politieman opgepakt onder verdenking van aanvallen op protesten. Dit zorgde voor een opschudding, er werden negen wegblokkades op geworpen en er waren verschillende schietincidenten.
Op 27 december kondigde de Servische minister van Defensie, Miloš Vučević, aan dat het Servische leger in de hoogste staat van paraatheid zou worden gebracht. Ook meldde de Servische minister van Binnenlandse Zaken, Bratislav Gašić, dat veiligheidstroepen en politie agenten gevechtsklaar en onder het commando van de legerleiding waren geplaatst.
Als reactie op de oplopende spanningen kondigde de KFOR (Kosovo Force) op 26 december aan een onderzoek in te zullen stellen naar verschillende misdrijven.

## Voorgeschiedenis
Sinds de Kosovo-oorlog zijn er spanningen tussen Servië en Kosovo. Servië erkent samen met 30 andere landen Kosovo niet. Ook veel etnische Serviërs die wonen in Noord-Kosovo erkennen het gezag van de republiek niet. Bij een referendum in 2012 verwierp 99% van de kiezers in Noord-Kosovo, met een opkomst van 75%, de instellingen van Kosovo, hoewel het referendum zelf werd verworpen door zowel Servië als Kosovo. Dit zorgt voor constante wrijving tussen beide landen.
In 2011 werd er een overeenkomst gesloten tussen Servië en Kosovo over het gebruik van kentekenplaten. Tot dat moment gaf Servië Servische kentekenplaten uit voor Noord-Kosovo, hoewel de kentekenplaten na de overeenkomst werden gewijzigd in neutrale. Deze overeenkomst is in 2016 verlengd en liep tot september 2021. Na het verstrijken van de overeenkomst deed zich een crisis voor die duurde tot oktober 2021, toen er een nieuwe overeenkomst werd bereikt, die effectief een einde maakte aan het verbod op Kosovaarse kentekenplaten in Servië. Deze overeenkomst was aanvankelijk bedoeld als tijdelijk, maar werd in april 2022 opnieuw verlengd.

## Spanningen

### Geschil over nummerplaten

#### 2021
In september 2021 liep een bepaling van de EU, ingesteld in 2011, over nummerplaten. Kosovaren hadden de keus als ze de grens met Servië overgingen: ze moesten ter plekke hun kentekenplaat verwisselen voor een neutrale zonder symbolen, of een tijdelijk Servisch nummerbord aanschaffen. De regeling liep in september af, en de huidige Kosovaarse premier wilde hem niet verlengen.
Kosovo besloot in plaats daarvan Servische auto's te verplichten hun kentekenplaten te vervangen voor Kosovaarse en of neutrale symbolen aan te brengen. Dit leidde tot woede onder Servische Kosovaren, en woede in Servië. Dit leidde tot gerichte aanvallen op de Kosovaarse overheid en verschillende wegblokkades.
Op 25 september 2021 meldden verschillende Servische media dat het leger richting de grens trok. Samenvallend met de grote onrust in Kosovo, en de reacties vanuit Servië besloot de Kosovaarse presidente Vjosa Osmani eerder terug te keren van een bijeenkomst van de Verenigde Naties in New York.
In oktober 2021 greep de EU in, en kwam met een overeenkomst waarbij Servische auto's bij het oversteken van de grens met Kosovo hun nationale symbool op hun kentekenplaat zouden afplakken. Dit zouden Kosovaarse auto's ook doen als zij de Servische grens over zouden rijden. Daarbij nam de NAVO, met de eenheid KFOR, de grensbewaking over van de Kosovaarse politie.

#### 2022

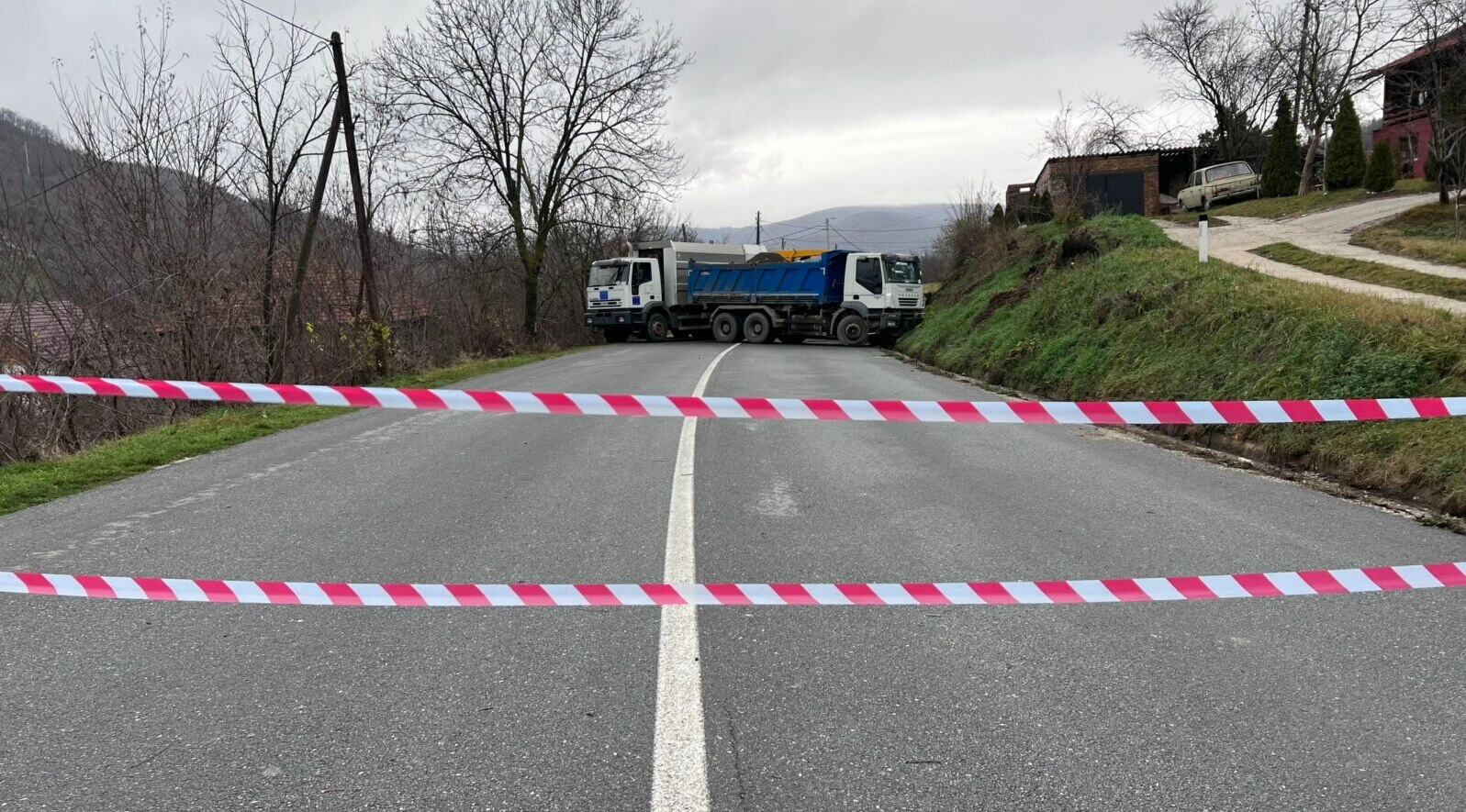
Blokkade in Noord-Kosovo op 12 december 2022

Deze overeenkomst die voor een halfjaar genoegdoening zou geven voor beide partijen liep in 2022 af, toen Kosovo de regel instelde dat Servische auto's die geen Kosovaars kenteken dragen beboet worden. Deze regel zou op 22 december 2022 ingaan, maar werd op de valreep met 48 uur uitgesteld. Na de aankondiging van deze regeling legden honderden ambtenaren hun werk neer. Ook werden er verschillende blokkades opgericht.
Uiteindelijk werd er na bemiddeling, een dag later op 23 december, een akkoord gesloten. Daarin stond dat Servië zou stoppen met het uitgeven van speciale kentekenplaten voor Kosovo, terwijl Kosovo niet verder zou gaan met het opnieuw registreren van voertuigen van Servische inwoners. Tevens belooft Kosovo automobilisten met Servische nummerplaten niet te beboeten, noch hun auto's in beslag te nemen. Ook na dit besluit bleef de onrust echter aanhouden. Er werden meerdere blokkades in stand gehouden, er waren meerdere schiet incidenten en openbare uitsluiting van Servische Kosovaren door Kosovaren werkte alleen maar als olie op het vuur.

### Reisdocumenten

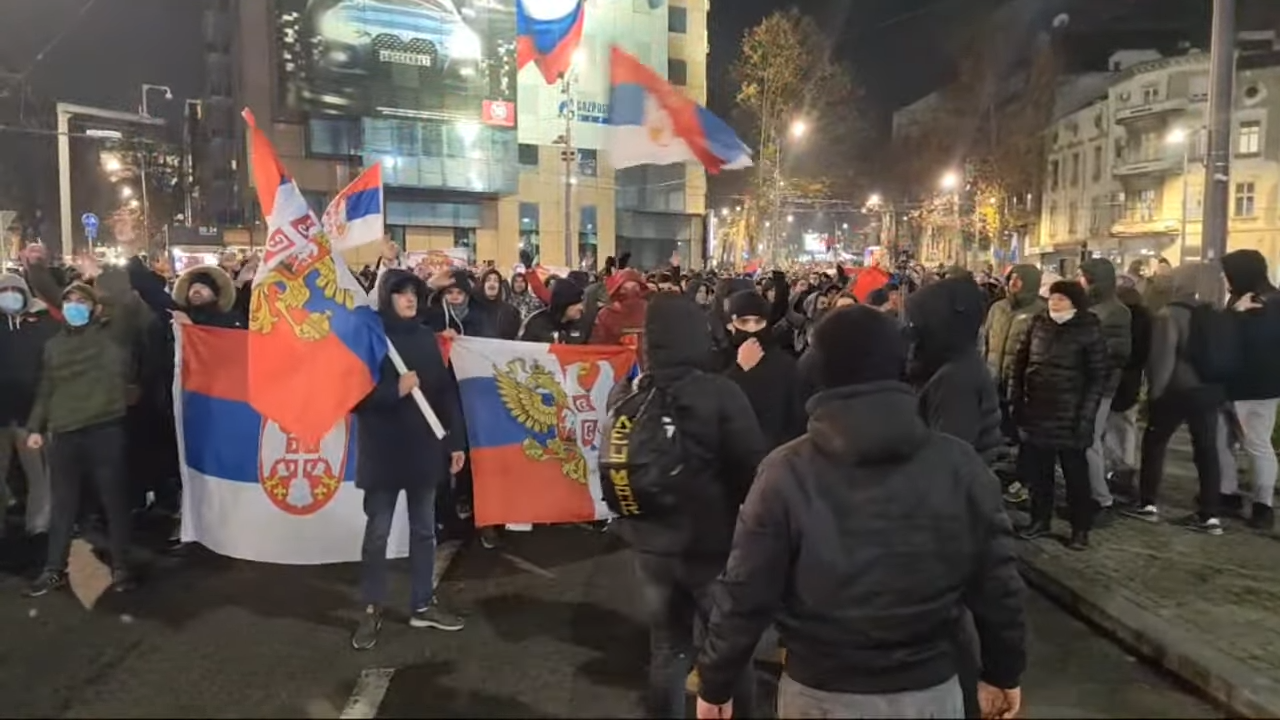
Een protest in Servië ter ondersteuning van de Servische Kosovaarse bevolking.

In augustus 2021 besloot de Kosovaarse regering dat Servische burgers die Kosovo wilden betreden, een formulier moest invullen die hun het recht gaf om drie maanden in Kosovo te verblijven. Dit was naar aanleiding van een jaren eerder genomen Servisch besluit waarin Kosovaren met een Kosovaarse identiteitskaart aan de grens een formulier moesten invullen. Op basis daarvan kregen ze het recht om drie maanden in Servië te zijn, terwijl Serviërs die naar Kosovo kwamen genoeg hadden aan alleen een Servisch identiteitsbewijs.
Onderdruk van de Amerikaanse ambassadeur werd dit met een jaar uitgesteld. De Kosovaarse premier Albin Kurti, wilde dit in augustus 2022 alsnog doorvoeren. Dit zorgde voor veel onrust onder Servische Kosovaren in de grensregio's, zij blokkeerden grenswegen en gingen protesteren. Onder druk van de Amerikaanse ambassadeur werd het besluit met een maand uitgesteld. In een week vol overleg kwamen de neutrale partijen, de EU en Amerika samen met Servië en Kosovo overeen dat geen van beide landen een reisdocument verplicht zou stellen.

“This crisis is the most serious and intense so far because it undermines the essence of the dialogue, which is the integration of the Serb community into the legal and political system of Kosovo,” said Bjeloš. “The mistrust between Serbs and Albanians in Kosovo has deepened as the result of the crisis.”("Deze crisis is tot nu toe de ernstigste en meest intense omdat ze de essentie van de dialoog ondermijnt, namelijk de integratie van de Servische gemeenschap in het juridische en politieke systeem van Kosovo", zei Bjeloš. "Het wantrouwen tussen Serviërs en Albanezen in Kosovo is als gevolg van de crisis verhoogt.")
— Maja Bjeloš

## Gevolgen
Op 27 december 2022 bracht Servië zijn eigen leger in de hoogste staat van paraatheid. Ook werden politie en veiligheidstroepen, gevechtsklaar, onder het bevel van het leger geplaatst. President Vučić gaf opdracht om "alles te doen wat nodig is om het Servische volk in Kosovo te beschermen".
Op 28 december liep de spanning nog hoger op, toen Kosovo besloot zijn grootste grensovergang te sluiten naar aanleiding van protesten aan de grenskant van Servië.
Op 28 december besloot de rechtbank dat de aangehouden politieagent Dejan Pantic mocht worden vrijgelaten. De rechtbank oordeelde wel dat de agent onder huisarrest moest worden geplaatst.
Op 1 januari 2023 riep de premier van Kosovo de NAVO op de KFOR eenheid van meer eenheden te voor zien. Deze telt op papier 400 militairen, welke nu uit Duitsland komen. Tevens zijn er maar 70 van de 400 gevechtsklaar. Hij beweerde ook dat een aantal blokkades aan Servische zijde door de Russische huurlingen Wagner groep en nationalistische Russische motorclub Night Wolves waren op gegooid. Dit zou een aanvulling van militairen vanuit de NAVO moeten legitimeren.

#### Ingrijpen
Op 3 januari 2023 besloot de KFOR eenheid van de NAVO over te gaan tot actie en de blokkades, op gezet door etnische-Servische burgers in Kosovo op te ruimen. De eenheid voert met technische eenheden acties uit om de bewegingsvrijheid tussen beide landen te herstellen overeenkomend een VN mandaat. Sommige voertuigen werden bij de acties in noord-Kosovo verwijderd.
De Kosovaarse premier, Albin Kurti, had hier eerder op 10 december 2022 al om gevraagd. Des tijds riep hij de NAVO op over te gaan tot actie en de protesten/blokkades naar aanleiding van de gevangenneming van de politieagent, Dejan Pantic. Als gevolg daarvan was er al een commandant van de KFOR eenheid in gesprek gegaan met lokale veiligheids en politietroepen. Uiteindelijk ging men toen niet tot actie over vanwege te weinig steun onder Kosovaarse regionale hoofden.
De Duitse regering was zeer te spreken over de acties die werden uitgevoerd door Duitse soldaten onder de vlag van de VN, maar kwam niet terug op de eerdere oproep de KFOR eenheid te versterken.